# Scatole cinesi
Con la locuzione scatole cinesi si indica una collezione di scatole di grandezza crescente, che possono essere inserite l'una nell'altra in sequenza.

## Descrizione
Tali collezioni sono un prodotto dell'artigianato tradizionale cinese (da qui il nome) di notorietà mondiale, oggetto anche di successive forme di elaborazione. Un prodotto tradizionale che pare derivato dalle scatole cinesi (attraverso un modello giapponese) è la matrioska russa, collezione di bambole cave di diverse dimensioni progettate per essere racchiuse l'una nell'altra, alla stregua delle scatole cinesi.

## Utilizzo metaforico
L'espressione "scatole cinesi" è sovente utilizzata anche in senso metaforico, per esempio per descrivere la struttura di determinate opere. In letteratura, può essere detta "a scatole cinesi" la struttura narrativa di un'opera in cui la narrazione principale racconta di un personaggio che a sua volta narra una storia (una "narrazione dentro la narrazione"). Spesso per descrivere questa struttura viene usata l'espressione francese mise en abyme. Esempi celebri in questo senso sono Le mille e una notte, Frankenstein di Mary Shelley, Manoscritto trovato a Saragozza di Jan Potocki, Cuore di tenebra di Joseph Conrad e Il nome della rosa di Umberto Eco. Il film Inception scritto e diretto da Christopher Nolan è l'esempio più noto nel mondo cinematografico (poiché ciascun sogno era, a sua volta, racchiuso in un altro).
In ambito giornalistico si utilizza il termine per indicare la struttura di talune grandi aziende internazionali che, per occultare illecitamente capitali, ricorrono ad una serie di società finanziarie collegate, ovvero le scatole cinesi.